# Varese (stacja kolejowa)
Varese (wł: Stazione di Varese) – stacja kolejowa w Varese, w prowincji Varese, w regionie Lombardia, we Włoszech.
Zaządzanie infrastrukturą jest obowiązkiem Rete Ferroviaria Italiana, a powierzchnie usługowe zarządzane są przez Centostazioni.

## Historia
Stacja została otwarta 26 września 1865 wzdłuż linii kolejowej do Gallarate. Była stacją czołową aż do 1894 roku, kiedy to została wybudowana linia do Porto Ceresio.
Od 1906-1955 na placu istniała stacja końcowa kolejki Interurban SIVE.